# تيد كاسيدي
تيد كاسيدي (بالإنجليزية: Ted Cassidy) مواليد 31 يوليو 1932 في بيتسبرغ - الوفاة 16 يناير 1979 في لوس أنجلوس، هو ممثل أمريكي بدأ مسيرته الفنية سنة 1964. من أعماله آي دريم أوف جيني ورجل الستة ملايين دولار.

## روابط خارجية
- تيد كاسيدي على موقع IMDb (الإنجليزية)
- تيد كاسيدي على موقع ألو سيني (الفرنسية)
- تيد كاسيدي على موقع ميوزك برينز (الإنجليزية)
- تيد كاسيدي على موقع تيرنر كلاسيك موفيز (الإنجليزية)
- تيد كاسيدي على موقع أول موفي (الإنجليزية)
- تيد كاسيدي على موقع قاعدة بيانات الأفلام السويدية (السويدية)
- تيد كاسيدي على موقع إن إن دي بي (الإنجليزية)
- تيد كاسيدي على موقع أول ميوزيك (الإنجليزية)
- تيد كاسيدي على موقع ديسكوغز (الإنجليزية)
- تيد كاسيدي على موقع قاعدة بيانات الفيلم (الإنجليزية)